# Vladimir Bout
Pour les articles homonymes, voir But (homonymie).
Vladimir Vladimirovitch Bout, parfois orthographié Vladimir But (en russe : Владимир Владимирович Бут)  est un footballeur russe né le 7 septembre 1977 à Novorossiïsk. Il évoluait au poste de milieu.

## Biographie

### En club
Vladimir Bout est formé au Tchernomorets Novorossiisk,.
En 1994, il rejoint l'Allemagne et le Borussia Dortmund,. 
Lors de la campagne de Ligue des champions en 1996-97, il dispute deux matchs de phase de groupes contre le Widzew Łódź et le Steaua Bucarest. Le club remporte la compétition et Bout est sacré champion d'Europe.
Bout est transféré au SC Fribourg en 2000. Après deux saisons, le club est relégué en seconde division à l'issue de la saison 2001-2002,.
Il participe à la remontée du club en 2002-2003 en étant champion,.
En 2004, il rejoint le Hanovre 96, club qu'il représente une unique saison,.
Bout revient en Russie sous les couleurs du FK Chinnik Iaroslavl lors de l'année 2005,.
En 2008, Bout est joueur du Tchernomorets Novorossiisk,.
Après une dernière saison 2009-2010 avec l'OFI Crète en Grèce, il raccroche les crampons,.

### En équipe nationale
International russe, il reçoit deux sélections en équipe de Russie pour aucun but marqué entre 1999 et 2000,.
Il joue son premier match en équipe nationale en amical le 18 août 1999 contre la Biélorussie (victoire 2-0 à Minsk).
Son dernier match en équipe nationale a lieu le 23 février 2000 contre Israël (défaite 1-4 à Haïfa) toujours en amical.

## Palmarès
Borussia Dortmund
- Coupe des clubs champions (1) :
  - Vainqueur : 1996-97.

- Supercoupe d'Allemagne (1) :
  - Vainqueur : 1996.

 SC Fribourg
- Championnat d'Allemagne D2 (1) :
  - Champion : 2002-03.